# JYJ
JYJ  là một nhóm nhạc nam 3 thành viên của Hàn Quốc tách ra từ nhóm nhạc đình đám TVXQ bao gồm: Kim Jaejoong, Kim Junsu và Park Yoochun. Tên nhóm được ghép từ chữ cái đầu của mỗi thành viên. Mini album ra mắt tiếng Nhật của họ, The... đạt No. 1 trên BXH album Oricon. Album toàn cầu đầu tiên của nhóm, The Beginning, đã được phát hành vào ngày 14 tháng 10 năm 2010 và sau đó đạt vị trí #5 trong cuộc bình chọn Top 10 Best Album Of 2010 của Billboard, Mỹ. 
Nhóm cũng đã thu hút được sự chú ý của báo giới và truyền thông khắp thế giới khi trở thành nhóm nhạc K-pop đầu tiên biểu diễn ở Chile, cũng sau đó thực hiện rất nhiều tour diễn ở khắp thế giới.

## Lịch sử hoạt động
Nhóm được thành lập sau khi TVXQ tạm dừng hoạt động tại Nhật. 3 thành viên mà sau này là JYJ đã đệ đơn kiện công ty chủ quản tại Hàn Quốc, SM Entertainment, cho rằng bản hợp đồng 13 năm và thu nhập theo phần trăm họ nhận được là không công bằng. Tòa án Trung tâm quận Seoul đã phán quyết nghiêng về phía 3 thành viên, cho phép họ tạm dừng hợp đồng với SM Entertainment và tự do theo đuổi các hoạt động cá nhân.
Nhóm nhạc được công bố vào tháng 4 năm 2010 bởi Rhythm Zone. Nhóm đã tổ chức concert 4 ngày, Thanksgiving Live in Dome vào tháng 6, và biểu diễn tại A-Nation trong tháng 8. Mini-album đầu tay của nhóm, The..., phát hành ngày 8 tháng 9 năm 2010, khởi đầu với No. 1 trên BXH album Oricon. DVD của concert Thanksgiving Live in Dome tiêu thụ 116,000 bản và album The... là 148,000 bản trong tuần đầu tiên phát hành, cùng giữ ngôi quán quân trên BXH DVD và album trong cùng 1 tuần.
Các thành viên cũng có những hoạt động solo trong thời gian này. Junsu phát hành đĩa đơn ra mắt Xiah, đạt No. 2 trên BXH đĩa đơn Oricon. Anh cũng ra mắt trong lĩnh vực nhạc kịch tại Hàn Quốc với vở nhạc kịch Mozart và cũng đã tổ chức một concert nhạc kịch mang tên "Junsu with Levay" vào tháng 10 năm 2010, hợp tác với nhà soạn nhạc nổi tiếng Sylvester Levay.
Jejung ra mắt với bộ phim điện ảnh đầu tay tại Hàn Quốc, Heaven's Postman, bên cạnh nữ diễn viên Han Hyo Joo. Anh cũng khởi nghiệp diễn viên tại Nhật Bản với một vai trong bộ phim truyền hình Sunao ni Narenakute, và xuất hiện trong MV Blossom của Ayumi Hamasaki.
Yoochun bắt đầu sự nghiệp điện ảnh tại Hàn Quốc với bộ phim truyền hình Sungkyunkwan Scandal.
Vào tháng 9 năm 2010, Avex tuyên bố đình chỉ các hoạt động tại Nhật Bản của JYJ. với lý do mà Avex đưa ra là công ty môi giới của JYJ tại Hàn Quốc có dính lứu đến xã hội đen.
Nhóm phát hành album tiếng Anh toàn cầu đầu tiên, The Beginning vào 14 tháng 10, hợp tác với Kanye West trong single "Ayyy Girl." Họ cũng đã chính thức khởi động tour showcase toàn thế giới, được tổ chức tại Hàn Quốc, Đông Nam Á và Mỹ. Vé cho 2 buổi biểu diễn ở sân vận động Hwaseong 11,000 chỗ tại Đại học Cao Ly đã bán hết trong vòng 15 phút và một phần lợi nhuận sẽ được ủng hô cho World Vision. 2 tuần trước khi phát hành album, 50,000 bản thường đã được đặt trước và lượng đặt hàng cho phiên bản đặc biệt 99,999 bản đã lên con số 400,000.. The Beginning đã chiếm quán quân bảng xếp hạng Hanteo và Gaon trong tháng 11.
Sau khi biểu diễn thành công tại New York City, Los Angeles và Las Vegas, JYJ quay trở về Hàn Quốc tổ chức "JYJ Worldwide Concert in Seoul" trong 2 ngày tại SVĐ Jamsil Olimpic. Theo kế hoạch ban đầu, buổi biểu diễn sẽ tổ chức dưới dạng Dome-concert lần đầu tiên tại Hàn Quốc, với SVĐ sẽ được lắp đặt mái che. Nhưng do cơn bão tuyết sáng 27 tháng 11, mái che SVĐ đã bị phá hỏng nên kế hoạch buộc phải thay đổi, khiến cho ngày 27, chương trình đã bị hoãn lại hơn 1 tiếng đồng hồ để xử lý tháo gỡ phần mái che và màn trình diễn tia lases không được tiến hành như dự định. Bất chấp thời tiết khắc nghiệt và sự cố ngoài ý muốn, buổi biểu diễn vẫn diễn ra tốt đẹp vào đêm 27 và 28, trong sự cổ vũ của hơn 100,000 khán giả.
Ngày 24 tháng 1, JYJ đã phát hành một album mới dưới dạng "tiểu luận âm nhạc" (music essay) có nhan đề Their room, Our Story, bao gồm 6 ca khúc mới do 3 thành viên tự sáng tác và sản xuất.
Bị cấm vận xuất hiện trên truyền hình nhưng JYJ vẫn không hề nản chí. Nhóm đã quyết định tổ chức tour diễn thế giới với điểm dừng chân đầu tiên là Thái Lan. Concert tại Thái Lan diễn ra và ngày 2 và ngày 3 tháng 4 thu hút khoảng 22.000 người hâm mộ. Đặc biệt, thành viên Hero Jaejoong còn tham gia với tư cách là một đạo diễn. Ngoài ra, trong tour diễn lần này, JYJ tiếp tục cho ra mắt khán giả 4 ca khúc mới của nhóm: You're, Get out, In heaven và Boy's Letter. Sau hai tháng vòng quanh Thái Lan, Đài Loan, Trung Quốc, Canada, Mỹ, chuyến lưu diễn thế giới của JYJ đã kết thúc tại Busan (Hàn Quốc với hơn 17.000 khán giả tham gia. Có thể nói, tour diễn vòng quanh thế giới 2011 của JYJ đã kết thúc vô cùng thành công tốt đẹp.

## Danh sách đĩa nhạc

### Album
| Năm  | Thông tin album                                                                                     | BXH Oricon | BXH Hanteo | Tiêu thụ                                                                                |
| ---- | --------------------------------------------------------------------------------------------------- | ---------- | ---------- | --------------------------------------------------------------------------------------- |
| 2010 | The Beginning - Phát hành: 14 tháng 10 năm 2010 - Ngôn ngữ: Tiếng Anh - Định dạng:: CD, tải nhạc số | 11         | 1          | 62.000 (Oricon style - Korea import) 315,000 (Korea) 509.396 (Total)(update 01/01/2011) |

### Mini-album
| Năm  | Thông tin album | Oricon Albums Charts | Tiêu thụ               |
| ---- | --- | -------------------- | ---------------------- |
| 2010 | The... - Phát hành: 8 tháng 9 năm 2010 - Ngôn ngữ: Tiếng Nhật - Định dạng:: CD, tải nhạc số                                                 | 1                    | 175,000 (Oricon Style) |
| 2011 | Their Rooms Uri Iyagi (우리 이야기 "Our Story") - Phát hành: 24 tháng 1 năm 2011 - Ngôn ngữ: Tiếng Triều Tiên - Định dạng:: CD, tải nhạc số | TBA                  | TBA                    |

### Z
- 3hree Voices (28 tháng 7 năm 2010)
- Thanksgiving Live in Dome (8 tháng 9 năm 2010)

## Chuyến lưu diễn
- Thanksgiving Live in Dome (Tháng 6, 2010)
- New Album Showcase Tour 2010 (Tháng 10-11, 2010)
- JYJ World Tour 2011 (Tháng 2-6, 2011)

## Danh sách giải thưởng
| Năm  | Giải thưởng |
| ---- | --- |
| 2011 | - 7th Channel V Thailand Music Video Awards: Popular Asian Artist (The Beginning) - 2011 KBS Best Icon Awards: The Best Idol Star - So-Loved Awards 2011 (European K-Pop Awards): Best Male Group (In Heaven) - So-Loved Awards 2011 (European K-Pop Awards): Best Music Video (In Heaven) - So-Loved Awards 2011 (European K-Pop Awards): Best Album (In Heaven) - So-Loved Awards 2011 (European K-Pop Awards): Best OST (Junsu - Scent of a Woman OST) - 7th Paeksang Arts Award: Best New Actor (Yuchun - Sungkyunkwan Scandal) - 7th Paeksang Arts Award: Popularity Award-Male (Yuchun - Sungkyunkwan Scandal) - Seoul International Drama Awards: Drama Category-Best Actor (Yuchun - Sungkyunkwan Scandal) - MBC Drama Awards: Best Newcomer (Yuchun - Miss Ripley) - SBS Drama Awards: Best Newcomer (Jejung - Protect the Boss) - 5th The Musical Award: Most Popular Actor (Junsu - Tears of Heaven) - 17th Korea Musical Awards: Most Popular Actor (Junsu - Tears of Heaven) - 3rd Asia Jewelry Awards: World KPOP Superstar Award (Junsu) - 2011 Most Beautiful Man in ASIA (được bình chọn ở Trung Quốc): Jejung - Peruvian Magazine Privilege 2011: Most Sexiest Man in the World (Jejung) - Singapore’s "My Paper": Most Handsome Men of Asia (Jejung) - JKN entertainment awards 2011: Number 1 Best Male Kpop group - Melon Best Album for September 2011: In Heaven - Most Favourite Male Artist in ASIA: Jejung - KPOP Convention Hottest Male Artist Award 2011 in Philippine: Jejung - NeTV Gorealra Awards 2011 Adieu! Winners: Jejung (for 10secs scene and Jejung with Namu Couple) - Korean Update Awards 2011: Grand Prize award - Korean Update Awards 2011: Best Male Group (In Heaven) - Korean Update Awards 2011: Best Album (In heaven) - Korean Update Awards 2011: Song Of the year (In Heaven) - Korean Update Awards 2011: Dance of the year (Get Out) - SoulBeats Best Album for 2011: In Heaven |

## Fan của JYJ
JYJ sở hữu lượng fan hâm mộ đông đảo tại nhiều quốc gia trên toàn thế giới, cả châu Âu, châu Mỹ, châu Úc, châu Phi và đặc biệt là tại châu Á, ở các quốc gia như Hàn Quốc, Nhật Bản, Thái Lan, Trung Quốc, Đài Loan, Malaysia, Singapore, Indonesia, Việt Nam... Tại Việt Nam, fansite hâm mộ JYJ là JYJ Family Vietnam được thành lập từ tháng 3/2011 hoạt động rầm rộ với các Project ủng hộ nhóm như tặng lẵng hoa, tặng hoa gạo, tổ chức hoạt động chào đón tới Việt Nam... mỗi khi các thành viên có sự kiện. Đặc biệt, JYJ Family Vietnam còn rất tích cực trong các hoạt động từ thiện trong nước và quốc tế, ủng hộ cho nhiều hoàn cảnh khó khăn tại khắp các miền đất nước.